# 6gy busz (Budapest)
A budapesti 6-os (gyors 6-os) jelzésű autóbusz a Marx tér és Óbuda, Bogdáni út között közlekedett. A vonalat a Budapesti Közlekedési Vállalat üzemeltette.

## Története
1971. november 1-jén indult 106-os jelzéssel Óbuda, Miklós utca és a Nagyvárad tér között. 1974. január 20-án a metróépítés miatt a Népligetig hosszabbították, majd a metró átadásával, 1977. január 3-án a 6-os jelzést kapta, déli végállomása pedig az Engels térre került. 1981. december 30-án, a metró újabb szakaszának átadásakor, a Marx térig rövidítették, majd egy év múlva, 1982. október 26-án óbudai végállomása a Bogdáni úthoz került. 1983. február 28-án a gyorsjárat megszűnt.

## Útvonala
| Marx tér felé | Óbuda, Bogdáni út felé |
| --- | --- |
| Óbuda, Bogdáni út vá. – Bogdáni út – Szentendrei út – Korvin Ottó utca – Lajos utca – Árpád fejedelem útja – Lipthay utca – Margit híd – Szent István körút – Marx tér vá. | Marx tér vá. – Stollár Béla utca – Szemere utca – Szent István körút – Margit híd – Árpád fejedelem útja – Lajos utca – Korvin Ottó utca – Szentendrei út – Bogdáni út – Óbuda, Bogdáni út vá. |

## Megállóhelyei
Az átszállási kapcsolatok között az azonos útvonalon, de sűrűbb megállókiosztással közlekedő 6-os busz nincs feltüntetve!
| 6 (Engels tér – Óbuda, Miklós utca) | 6 (Engels tér – Óbuda, Miklós utca)      | 6 (Engels tér – Óbuda, Miklós utca)                                            | 6 (Engels tér – Óbuda, Miklós utca) | 6 (Engels tér – Óbuda, Miklós utca) | 6 (Engels tér – Óbuda, Miklós utca)                                                                        | 6 (Engels tér – Óbuda, Miklós utca)                               | 6 (Engels tér – Óbuda, Miklós utca) |
| 6 (Marx tér – Óbuda, Bogdáni út)    | 6 (Marx tér – Óbuda, Bogdáni út)         | 6 (Marx tér – Óbuda, Bogdáni út)                                               | 6 (Marx tér – Óbuda, Bogdáni út)    | 6 (Marx tér – Óbuda, Bogdáni út)    | 6 (Marx tér – Óbuda, Bogdáni út)                                                                           | 6 (Marx tér – Óbuda, Bogdáni út)                                  | 6 (Marx tér – Óbuda, Bogdáni út)    |
| Sorszám (↓)                         | Sorszám (↓)                              | Megállóhely                                                                    | Sorszám (↑)                         | Sorszám (↑)                         | Átszállási kapcsolatok                                                                                     | Átszállási kapcsolatok                                            |                                     |
| Sorszám (↓)                         | Sorszám (↓)                              | Megállóhely                                                                    | Sorszám (↑)                         | Sorszám (↑)                         | a járat indulásakor                                                                                        | a járat megszűnésekor                                             |                                     |
| ----------------------------------- | ---------------------------------------- | ------------------------------------------------------------------------------ | ----------------------------------- | ----------------------------------- | --- | ----------------------------------------------------------------- | ----------------------------------- |
| 0                                   |                                          | Engels tér végállomás (1977–1981) (ma: Deák Ferenc tér M)                      | 7                                   |                                     | Millenniumi Földalatti Vasút 47, 49 1, 2, 4, 4, 9, 9, 15, 16, Repülőtéri Helyközi buszok Távolsági járatok | Nem érintette                                                     |                                     |
| 1                                   | 0                                        | Marx tér, Nyugati pályaudvar végállomás (1981–1983) (ma: Nyugati pályaudvar M) | 6                                   | 6                                   | 3, 4, 6, 12, 14, 33, 47, 49, 55 71, 72, 73 12, 12A, 26, 43, 43, 91, 191 Budapest-Nyugati                   | 4, 6 72, 73 12, 12A, 26, 91, 191 Budapest-Nyugati                 |                                     |
| 2                                   | 1                                        | Sallai Imre utca (↓) Honvéd utca (↑) (ma: Jászai Mari tér)                     | 5                                   | 5                                   | 2, 2A, 4, 6, 15, 15A 76 12, 12A, 12, 15, 26, 91, 191                                                       | 2, 2A, 4, 6 76, 79 12, 12A, 12, 15, 26, 91, 191                   |                                     |
| 3                                   | ∫                                        | Szigeti bejáró                                                                 | 4                                   | ∫                                   | 4, 6 12, 12A, 12, 26, 91, 191                                                                              | Nem érintette                                                     |                                     |
| 4                                   | 2                                        | Margit híd, budai hídfő (↓) Margit híd (↑)                                     | 3                                   | 4                                   | Szentendrei HÉV 4, 6, 11, 17 12, 12A, 26, 60, 60A, 84, 86, 86, 91, 191                                     | Szentendrei HÉV 4, 6, 17 12, 12A, 26, 60, 60, 84, 86, 86, 91, 191 |                                     |
| 5                                   | 3                                        | Kolosy tér                                                                     | 2                                   | 3                                   | Szentendrei HÉV 11, 17 29, 60, 60A, 65, 65A, 84, 86, 86, 165                                               | Szentendrei HÉV 17 29, 60, 60, 65, 65A, 84, 86, 86, 165           |                                     |
| ∫                                   | 4                                        | Kiscelli utca                                                                  | ∫                                   | 2                                   | Nem érintette                                                                                              | 18, 33V, 37, 84, 86, 86, 137                                      |                                     |
| 6                                   | ∫                                        | Flórián tér                                                                    | 1                                   | ∫                                   | 11, 33, 33A 18, 37, 86, 137                                                                                | Nem érintette                                                     |                                     |
| 7                                   |                                          | Óbuda, Miklós utca végállomás (1977–1982)                                      | 0                                   | ∫                                   | 34, 37, 42, 55, 55, 86, 86, 134, 137, 142                                                                  | Nem érintette                                                     |                                     |
|                                     | 5                                        | Raktár utca                                                                    |                                     | 1                                   | Nem érintette                                                                                              | 42, 55, 55, 86, 86, 118, 134, 142                                 |                                     |
| 6                                   | Óbuda, Bogdáni út végállomás (1982–1983) | 0                                                                              | 42, 55, 55, 86, 86, 118, 134, 142   |                                     | Nem érintette                                                                                              |                                                                   |                                     |